# Sin Sister (film 1929)

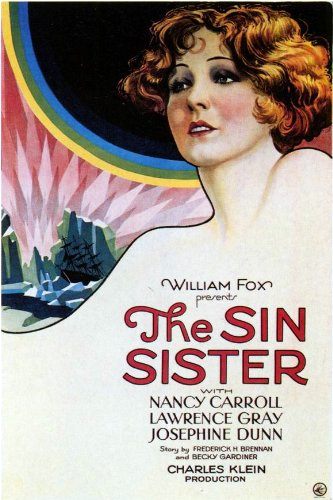

Sin Sister è un film muto del 1929 diretto da Charles Klein.

## Produzione
Il film fu prodotto dalla Fox Film Corporation.

## Distribuzione
Il copyright del film, richiesto dalla Fox Film Corp., fu registrato il 5 febbraio 1929 con il numero LP91. Distribuito dalla Fox Film Corporation, il film uscì nelle sale cinematografiche USA il 10 febbraio 1929.